# Ron Fassler
Ron Fassler (New York, 4 de marzo de 1957) es un actor estadounidense. Ha interpretado al reportero Dale Davis en series de Disney XD como Los Guerreros Wasabi, Par de Reyes y Zeke y Luther. Ha trabajado en más de 70 papeles de cine y serie de televisión.

## Filmografía Destacada
| Año       | Película                        |
| 1989-1990 | Alien Nation                    |
| 1990      | Gremlins 2: La nueva generación |
| 1991      | Chucky: El muñeco diabólico 3   |
| 1994      | Un campamento en ninguna parte  |
| 1994      | Alien Nation: Dark Horizon      |
| 1995      | Alien Nation: Body and Soul     |
| 1996      | Alien Nation: Millennium        |
| 1996      | Alien Nation: The Enemy Within  |
| 1997      | Alien Nation: The Udara Legacy  |
| 2006      | La conquista del honor          |
| 2007      | Juego de poder                  |
| 2009      | Watchmen: Los vigilantes        |
| 2009-2011 | Zeke y Luther                   |
| 2011      | Los Guerreros Wasabi            |
| 2011      | Par de Reyes                    |